# Dorothea Mommsen
Dorothea Mommsen (* 3. Januar 1926 in Berlin; † 1. Januar 2017) war eine deutsche Schauspielerin.

## Leben und Werk
Mommsen besucht die private Schauspielschule von Marlise Ludwig in Berlin. 1950 debütierte sie im Theater der Freundschaft. Es folgten Engagements in Borna, Güstrow und Frankfurt (Oder). Von 1962 bis 1976 wirkte sie am Meininger Theater. Später war sie als freischaffende Künstlerin tätig und spielte mehrfach Nebenrollen in Produktionen der DEFA und des DFF.
Nach der politischen Wende 1989 absolvierte sich eine Ausbildung zur Heilpraktikerin und eröffnete in Teltow ihre eigene Praxis. Ihr Ehemann war der Schauspieler Paul Jaster (1921–2004). Mommsen verstarb kurz vor ihrem 91. Geburtstag.

## Filmografie
- 1980: Die Verlobte
- 1980: Solo für Martina (TV)
- 1981: Die dicke Tilla
- 1981: Polizeiruf 110: Der Teufel hat den Schnaps gemacht (TV)
- 1983: Olle Henry
- 1983: Der Staatsanwalt hat das Wort (Episode: Alles auf einmal, TV)
- 1987: Polizeiruf 110: Im Kreis (TV)
- 1988: Fallada – Letztes Kapitel
- 1989: Grüne Hochzeit
- 1989: Leb wohl, Joseph